# حياة (مسلسل جزائري)
حياة هو مسلسل تلفزيوني درامي جزائري عُرض لأول مرة في رمضان 1445 هـ (2024) على شاشة تلفزيون الجزائري.

## قصة
تعيش حياة وسط ألم وحزن، محاصرة بمعاملة عائلتها القاسية التي تحطم أحلامها. في المقابل، يواجه كريم، الشاب المصاب بالتوحد، تحديات قاسية في عالم لا يفهمه، ليصبح هدفًا لعصابة تحاول استغلاله. يجمع القدر بينهما في رحلة من المعاناة والأمل، حيث يحاول كل منهما النجاة بطريقته.

## الممثلون
البطولة
- محمد فريمهدي
- ياسمين عماري
- أسماء بن إمام
- أسامة بودشيش
- أحمد مداح
- تنهينان
- نوردين بن صوف
- بلال بعزيز

وعدة نجوم وممثلين جزائريين